# Philippe Lamberts
Philippe Lamberts (ur. 14 marca 1963 w Brukseli) – belgijski francuskojęzyczny polityk, deputowany do Parlamentu Europejskiego VII, VIII i IX kadencji.

## Życiorys
Z wykształcenia jest inżynierem. Studia na Uniwersytecie Katolickim w Leuven ukończył w 1986. Od 1987 pozostawał zatrudniony jako menedżer w IBM. Od 1996 do 2004 był radnym Anderlechtu. W latach 1999–2003 pełnił funkcję doradcy wicepremier Isabelle Durant ds. stosunków międzynarodowych i bezpieczeństwa. Jest katolikiem, angażuje się w spotkania wspólnoty Taizé.
Należy do francuskojęzycznej partii zielonych Ecolo. W latach 2006–2012 był rzecznikiem Europejskiej Partii Zielonych (początkowo pełnił tę funkcję wraz z Ulrike Lunacek, od października 2009 wraz z  Moniką Frassoni).
W wyborach w 2009 uzyskał mandat deputowanego do Parlamentu Europejskiego VII kadencji. W PE został członkiem Komisji Przemysłu, Badań Naukowych i Energii oraz grupy Zieloni – Wolny Sojusz Europejski. W 2014 z powodzeniem ubiegał się o reelekcję, został współprzewodniczącym frakcji zielonych w VIII kadencji PE (wraz z Rebeccą Harms, a od połowy kadencji ze Ską Keller). W 2019 utrzymał mandat eurodeputowanego, pozostając współprzewodniczącym frakcji na okres IX kadencji PE.